# Balotaszállás vasútállomás
Balotaszállás vasútállomás egy Bács-Kiskun vármegyei vasútállomás, Balotaszállás településen, a MÁV üzemeltetésében. A község belterületének nyugati szélén helyezkedik el, közvetlenül az 5413-as út vasúti keresztezése mellett, annak déli oldalán.

## Vasútvonalak
Az állomást az alábbi vasútvonalak érintik:
- Budapest–Kelebia-vasútvonal

## Kapcsolódó állomások
A vasútállomáshoz az alábbi állomások vannak a legközelebb:
- Kiskunhalas vasútállomás (Budapest–Kelebia-vasútvonal)
- Kisszállás vasútállomás (Budapest–Kelebia-vasútvonal)

## Forgalom
| Járat | Útvonal | Gyakoriság |
| ----- | --- | ---------- |
|       | A vonalon a vasúti szolgáltatás szünetel, a vonatok helyett a Volánbusz járatai közlekednek. A legközelebbi buszmegálló: Balotaszállás, autóbusz-váróterem |            |